# Iiyama
Iiyama (яп. 株式会社) — японська компанія, виробник телевізорів і комп'ютерних моніторів hi-end класу. Названа на честь міста Іїяма (Наґано) в префектурі Нагано, Японія.
Міжнародна штаб-квартира Iiyama international bv знаходиться в Нідерландах за адресою Breguetlaan 8 1438 BC Oude Meer. Формально, відкрите в Амстердамі в 1991 році iiyama Electric BV, є європейським представництвом North America in Philadelphia, USA. Це було перше відкрите в Європі представництво компанії. Компанія входить до холдингу MCJ Group.
Компанія заснована в 1973 році. Наразі в Iiyama працюють в загальній кількості 1167 співробітників, частина з яких розміщена в Польщі.

## Діяльність
Компанія виробляє різноманітні монітори: від недорогих моніторів для масового споживача до професійних 27-дюймових РК-дисплеїв. Особливість бізнесу Iiyama — виробництво виключно моніторів.

## Історія
Компанія заснована в 1973 році в Японії 23-річним банківським службовцям Казуро Катсуяма (Kazuro Katsuyama). Діяльність компанії почалася з установки деталей в кольорові телевізори Mitsubishi, але вже в 1976 році Iiyama Electric Co Ltd. впровадила виробництво власних телевізорів. Спочатку це були чорно-білі моделі, кольорові з'явилися дещо пізніше, а до 1980 року компанія Iiyama Electric Co Ltd. виробляла 55 % від усіх кольорових телевізорів Mitsubishi.
Наступним кроком на шляху до розвитку компанії стало виробництво ігрових автоматів. У пікові періоди Iiyama виробляла до 10 тис. автоматів на місяць.
В 1986 Iiyama Electric Co Ltd. першою випускає на ринок кольоровий 15-дюймовий монітор «Idek». Через 3 роки, в 1989 році, першою випускає 21-дюймовий, а через рік і 17-дюймовий монітори з дотриманням норм MPR по випромінюванню.
Починаючи з 1990 року, компанія відкриває підрозділи по всьому світу. Першою стала філія у Філадельфії (США). Потім, через рік, було відкриття підрозділів у Великій Британії, Німеччині, Франції, Швеції, Польщі, Чехії, Тайвані. Сьогодні по всьому світу в компанії працює близько 1000 співробітників.
До 1993 року Iiyama отримала 21 % частки ринку комп'ютерних моніторів в Японії і стала вважатися постачальником моніторів № 1 у країні.
В 1999 році компанія починає виробляти 17-, 19- і 22-дюймові монітори з кінескопом Diamondtron NF і ідеально плоскою поверхнею екрана. У цьому ж році британський підрозділ компанії отримує нагороду «Найбільш успішний бізнес» (Overall Most Successful Business) на місцевій церемонії нагороджень бізнес індустрії.
В 2001 році iiyama випускає першу лінійку проекторів і стає першим виробником, який налагоджує випуск 17-дюймових ЕПТ-моніторів, заснованих на новітній технології DiamondTron M2. Далі компанія займається активним розвитком LCD-технологій, випускає РК-монітори і панелі, в тому числі і великих форматів.
В 2006 р. Iiyama International входить до складу найбільшої японської компанії MCJ.
Починаючи з 2009 р. відділення в Польщі відповідає за розвиток ринків у країнах Східної та центральної Європи. Монітори Iiyama виходять на російський ринок.

## Продукція
На сьогоднішній день в асортименті компанії Iiyama представлені LCD та LED монітори, а також великоформатні панелі ProLite різних розмірів, у тому числі і моделі з сенсорним дисплеєм.